# Scolopocryptops

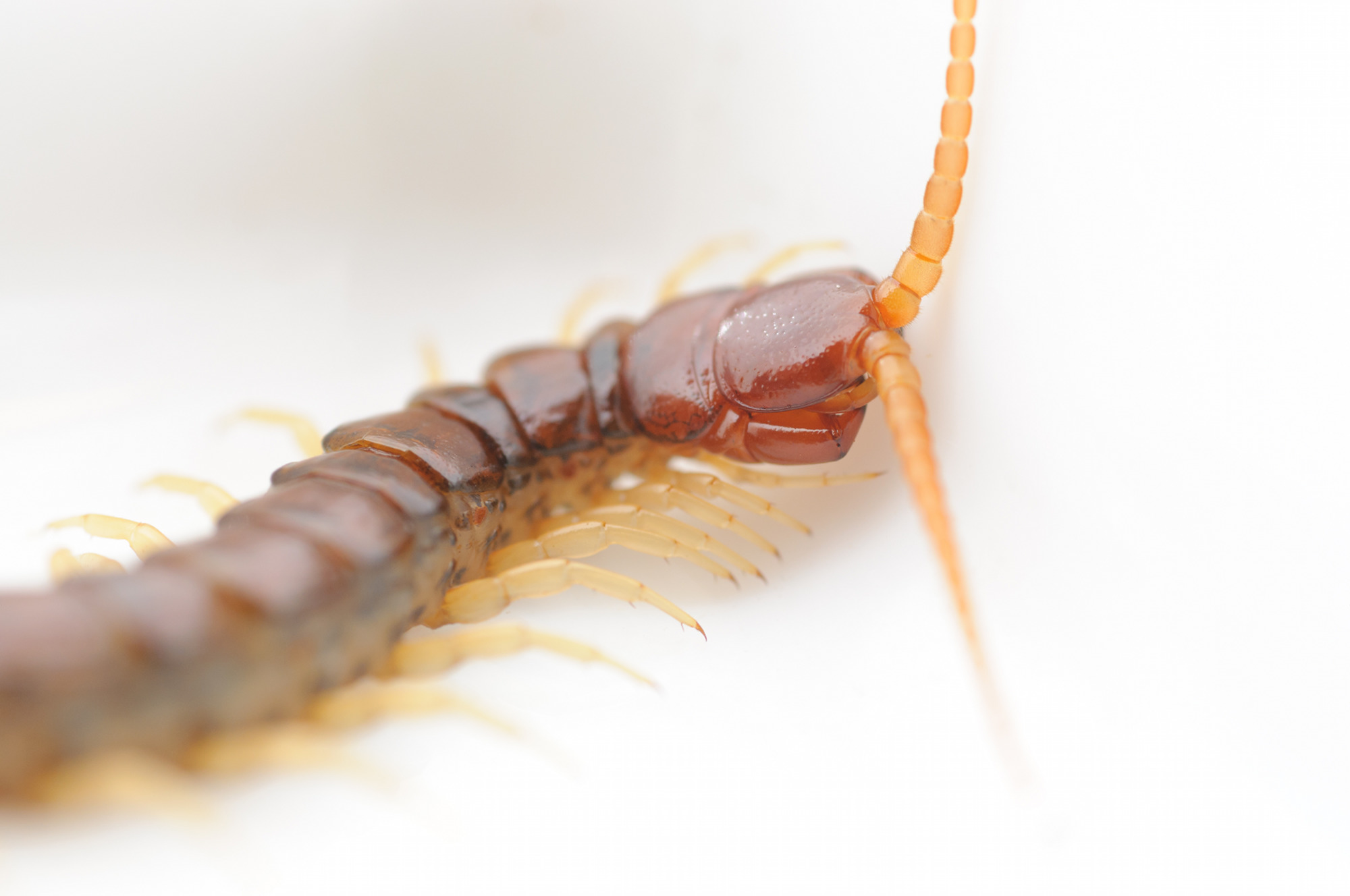

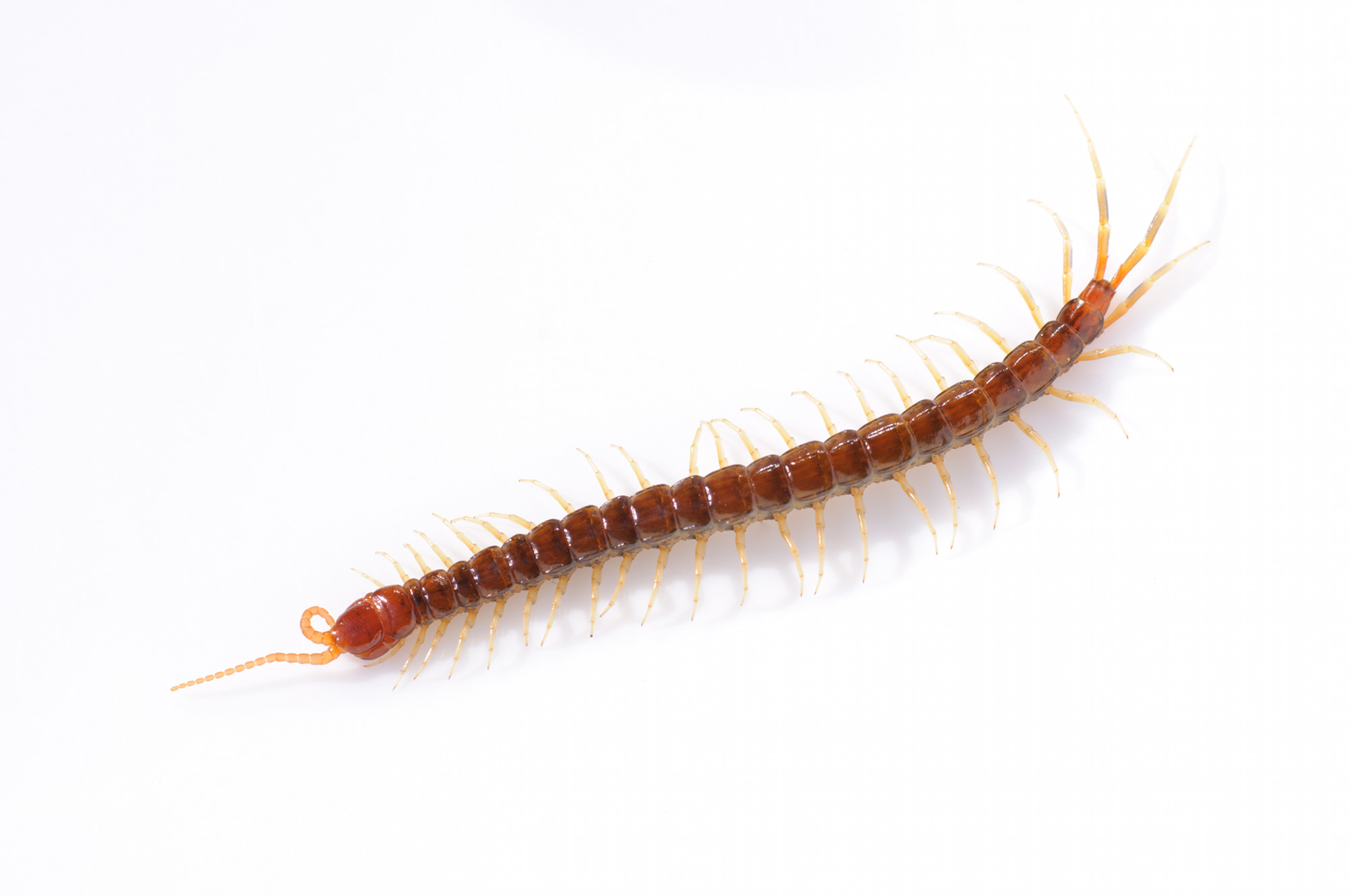

Scolopocryptops (лат.) — род хищных губоногих многоножек семейства Scolopocryptopidae из отряда сколопендровые. Включает более 20 видов.

## Распространение
Встречаются, в основном, в тропиках и субтропиках Старого и Нового Света. Америка, западная Африка, восточная Азия и далее на юг до Новой Гвинеи.

## Описание
На седьмом сегменте, несущем ноги дыхальца отсутствуют. У представителей рода размеры варьируют от 33 до 69 мм. Глаза отсутствуют. Второй максиллярный коготок гребенчатый. Коксоплевра с отростком.
Тело состоит из 23 сегментов с таким же количеством пар ног. Окрашены в желтовато-коричневые цвета. На голове расположены пара антенн, пара челюстей и две пары максилл. Ядовитые железы открываются на концах первой пары ног, преобразованной в ногочелюсти.

## Классификация
Более 20 видов. Известен один ископаемый вид из миоценового мексиканского янтаря: †Scolopocryptops simojovelensis Edgecombe et al. 2012.
- Scolopocryptops aberrans Chamberlin (1920)
- Scolopocryptops aurantiaca Gervais 1847
- Scolopocryptops capillepidatus Takakuwa (1938)
- Scolopocryptops capillipedatus (Takakuwa, 1938)
- Scolopocryptops curtus Takakuwa (1939)
- Scolopocryptops denticulatus Bücherl (1946)
- Scolopocryptops ferrugineus Linnaeus 1767
- Scolopocryptops gracilis Wood, 1862
- Scolopocryptops guacharensis Manfredi 1957
- Scolopocryptops melanostomus Newport 1845
- Scolopocryptops nigridius McNeill, 1887
- Scolopocryptops nigrimaculatus Song, Song & Zhu 2004
- Scolopocryptops peregrinator Crabill (1952)
- Scolopocryptops piauhiensis Chagas 2004
- Scolopocryptops quadrisulcatus Daday 1891
- Scolopocryptops rubiginosus Koch, 1878
- Scolopocryptops sexspinosus Say (1821)
- Scolopocryptops sexspinous (Say, 1821)
- Scolopocryptops spinicaudus Wood, 1862
- Scolopocryptops spinulifer Bücherl (1949)
- Scolopocryptops verdescens Chamberlin (1921)
- Scolopocryptops viridis Gervais 1847